# Feria d'agosto
Feria d'agosto è un'opera eterogenea dello scrittore Cesare Pavese, pubblicata nel 1946 composta da racconti, capitoli e prose di riflessione che enunciano la poetica dell'autore.

## Analisi dell'opera
In Feria d'agosto lo scrittore approfondisce, soprattutto nei saggi raccolti nell'ultima sezione dell'opera (Del mito, del simbolo ed altro, Stato di grazia, L'adolescenza, Mal di mestiere) la sua teoria del mito.

Le sensazioni provate nel periodo dell'infanzia, che creano un'atmosfera sfumata dal ricordo, sono evidenti nelle brevi prose che si situano tra i saggi puramente teorici e i racconti veri e propri (Il nome, Fine d'agosto, Il campo di granoturco, La Langa, Vecchio mestiere, Insonnia, L'eremita, La giacchetta di cuoio, Primo amore, Il mare, Il prato dei morti, Sogni al campo, Una certezza, Risveglio, Il tempo, Piscina feriale, L'estate, Vocazione, La città, Le case, Le feste, La vigna, Nudismo, Il colloquio del fiume, Storia segreta), facendo così da filo conduttore a questa raccolta tanto diversificata e garantendone la continuità tematica.

I racconti compresi in Feria d'agosto, sono stati pubblicati, insieme a frammenti di racconti e racconti inediti, e in aggiunta a quelli di Notte di festa, nella raccolta postuma da Einaudi nel 1960.
Nei racconti di Feria d'agosto, ma già a partire dal racconto La famiglia del 1941, lo scrittore cerca di fare ritorno all'infanzia non per fuggire alla realtà in una ricerca idillica di un passato consolatorio, ma per "rintracciare nell'infanzia i segni dell'orrore adulto".
Pavese, che ritiene che dalle prime inconsapevoli esperienze derivi il nostro modo di essere futuro e la conoscenza del mondo, (così scrive nel suo diario il 10 febbraio 1942), avvia attraverso i racconti una specie di indagine narrativa per mettere in evidenza i miti dell'infanzia.

## Edizioni
- Cesare Pavese, Feria d'agosto, collana Tascabili Classici moderni, Einaudi, 2002,  p. 238.